# Vippachedelhausen
Vippachedelhausen ist ein Ortsteil der Landgemeinde Am Ettersberg im Norden des Landkreises Weimarer Land.

## Lage
Vippachedelhausen liegt im Thüringer Becken nördlich der Stadt Weimar und des Großen Ettersberges und südlich von Kölleda. Die Landesstraße 1054 von Neumark führt über den Ort nach Sömmerda.

## Geschichte
Der Grabhügel auf dem Palmberg wurde in mehreren Perioden mit Gräbern belegt. 1868 untersuchten Archäologen den Platz und fanden zahlreiche Skelette verschiedener Epochen bis zur älteren römischen Kaiserzeit und frühmittelalterlichen Zeit. Diese ständige Belegung der Stätte mit Bestattungen deuteten die Archäologen mit kultischen Traditionen. Die Belegung kann aber auch mit der nahe gelegenen Kirche in Verbindung gebracht werden.
Der Ort wurde erstmals im Jahr 1328 erwähnt. W. Kahl weist die urkundliche Ersterwähnung mit dem 18. Mai 876 nach. Bis ins 16. Jahrhundert hinein hieß der Ort Videlhusen bzw. Fiedelhausen. Der Name leitet sich von Siedlung des Fidelo ab.
Eine Wasserburg wird urkundlich 1157 genannt. Sie lag am Nordrand des Dorfes, wo man Scherben des 9./10. und des 12. Jahrhunderts fand. Die Burg wurde 1344 von Truppen des Landgrafen belagert und erstürmt. Nach der Zerstörung baute man Gebäude wieder auf. Im 20. Jahrhundert wurde alles modern überbaut, sodass nichts mehr von der Burg erkennbar ist.
Im Mittelalter war der Ort im Besitz der Grafen von Weimar-Orlamünde. Ab dem Jahr 1346 ist eine Pfarrei unter dem Patronat der Grafen von Weimar-Orlamünde verbrieft. Nach dem Aussterben der Grafen von Orlamünde im Jahr 1372 kam der Ort an die wettinische Landgrafschaft Thüringen und bei der Leipziger Teilung 1485 an das ernestinische Kurfürstentum Sachsen. Seit 1594 ist ein Lehrer in Vippachedelhausen nachweisbar. Der Ort gehörte zu dem Teil der „Vogtei Brembach“, welcher 1664 zum Amt Großrudestedt kam. Dieses gehörte ab 1672 zum Herzogtum Sachsen-Eisenach und ab 1741 zum Herzogtum Sachsen-Weimar-Eisenach.
Bis 1945 gab es lediglich eine Lehrkraft im Ort. Bei Vippachedelhausen befindet sich der gleichnamige Stausee Talsperre Vippachedelhausen.
Am 1. Januar 2019 wurde die Gemeinde Vippachedelhausen mit weiteren Gemeinden der Verwaltungsgemeinschaft Nordkreis Weimar zur Landgemeinde Am Ettersberg zusammengeschlossen. Im Norden der ehemaligen Gemeinde liegt der Ortsteil Thalborn.

## Sehenswürdigkeiten

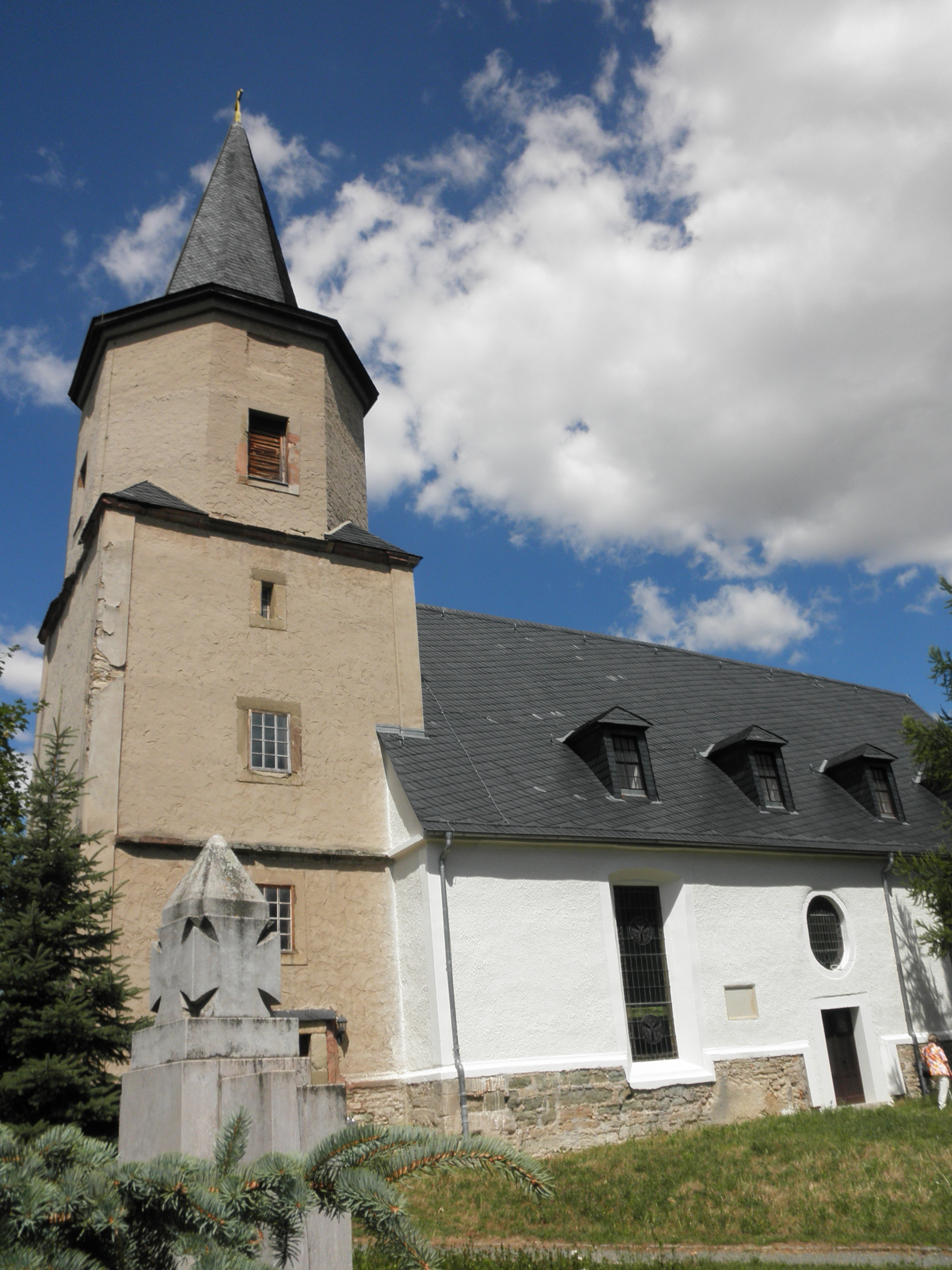
Kirche in Vippachedelhausen

Folgende Objekte des Ortes stehen unter Denkmalschutz:
- Kirche mit Kirchhof
 Die Kirche ist in gotischem Stil errichtet. Im Osten erstreckt sich das Chorhaupt in polygonaler Form. Hieran folgt das langgestreckte, vierjochige Schiff, welches vom Westturm begrenzt wird. Schweifhaube und Spitze stammen aus dem Jahr 1669. In der Kirche sind mehrere Grabsteine, Epitaphe und Porträts aus dem 17. bis 19. Jahrhundert enthalten. Ein Kelch aus dem 15. Jahrhundert wird im Pfarramt verwahrt.
- Grab eines jugoslawischen Kriegsgefangenen im Kirchhof
- Gutshaus, Mühlgasse 76
 Das Gut hatte mehrfache Besitzerwechsel zu verzeichnen. 1635 sind zwei Güter verbrieft, um 1765 erfolgte die Wiederzusammenlegung des Besitzes. Das Herrenhaus wurde 1795 erbaut. Von 1888 bis zu seinem Tod im Jahr 1931 war es im Besitz des Agrarhistorikers Max Güntz (1861–1931).

Am Südwestrand des Ortes befindet sich der Erlebnistierpark „tirica“.

## Persönlichkeiten
- Johann Volkmar Bechmann (1624–1689), Rechtswissenschaftler
- Heinz Untermann (1948–2018), Politiker (FDP) und von 2009 bis 2014 Mitglied des Thüringer Landtags